# Heerlijkheid Nederveen-Cappel

Wapen van de heerlijkheid Nederveen-Cappel

Nederveen-Cappel of Nederveen-Capelle was een heerlijkheid in de Nederlandse provincie Noord-Brabant, in de huidige gemeente Waalwijk.
In 1855 kocht mr. Cornelis Lodewijk de Vos (1804-1885) de heerlijkheid Nederveen-Cappel, waarna zijn nageslacht de geslachtsnaam De Vos tot Nederveen Cappel aannam. Het wapen van de heerlijkheid werd opgenomen in dat van de tak De Vos tot Nederveen Cappel van het patriciaatsgeslacht De Vos.